# Шрі Бхагаван
Шрі Бхагаван (іноді Калькі Бхагаван) — ім'я, що було дане індуїстському гуру Віджа Кумару його послідовниками. Він народився  і 7 березня 1949 року як Віджай Кумар, в районі Натам, Тамілнаду, і працював клерком в страховій компанії на початку 1980-х років. Потім став директором школи в селі Ражупета в  Андхра-Прадеш, район Чіттур. Він і його жінка "Амма" Падмаваті (народ. 1954) визнані божественними або аватарами. Головний офіс їхньої організації в Голден Сіті, біля міста Ченнаї, Індія.